# John DeSantis
John DeSantis (* 13. Januar 1973 in Nanaimo, British Columbia) ist ein kanadischer Schauspieler. Er erlangte vor allem Bekanntheit durch seine Körpergröße und durch seine Rollen in verschiedenen Filmen und Serien.

## Leben
John DeSantis gilt, mit 2,06 Metern Körpergröße, als einer der größten Schauspieler Kanadas. Eine seiner bekanntesten Rollen ist die des Butlers Lurch in der Fernsehserie The New Addams Family. Weitere Serien, in denen er mitgespielt hat, sind unter anderem Stargate SG-1, Dead Like Me – So gut wie tot und Blade – Die Jagd geht weiter. Auch in einigen Kinofilmen war DeSantis in Nebenrollen zu sehen, dazu gehören Der 13te Krieger (1999), 13 Geister (2001) und Master & Commander – Bis ans Ende der Welt (2003). Im Jahre 2017 war er das vierte Mal in der amerikanischen Fernsehserie Supernatural zu sehen. 2012 war er im Film Big Time Movie zu sehen.

## Filmografie
Filme
- 1999: Der 13te Krieger (The 13th Warrior)
- 2001: Die Unicorn und der Aufstand der Elfen (Voyage of the Unicorn, Fernsehfilm)
- 2001: 13 Geister (Thirteen Ghosts)
- 2002: Ballistic (Ballistic: Ecks vs. Sever)
- 2002: Die Schneekönigin (Snow Queen)
- 2003: Master & Commander – Bis ans Ende der Welt (Master and Commander: The Far Side of the World)
- 2004: Earthsea – Die Saga von Erdsee (Legend of Earthsea)
- 2005: Bloodsuckers
- 2005: Mein verschärftes Wochenende (The Long Weekend)
- 2005: Barbie und der geheimnisvolle Pegasus (Barbie and the Magic of Pegasus 3-D, Sprechrolle)
- 2006: Little Man
- 2009: The Hole – Wovor hast Du Angst? (The Hole)
- 2010: 30 Days of Night: Dark Days
- 2012: Big Time Movie (Fernsehfilm)
- 2015: Seventh Son

Serien
- 1998–1999: Die neue Addams Familie (The New Addams Family)
- 2000: Virtual Reality – Kampf ums Überleben (Harsh Realm, eine Folge)
- 2001: Stargate – Kommando SG-1 (Stargate SG-1, eine Folge)
- 2001: Dead Last (eine Folge)
- 2001–2005: Andromeda (drei Folgen)
- 2001: Dark Angel (eine Folge)
- 2003–2011: Smallville (drei Folgen)
- 2004: Dead Like Me – So gut wie tot (Dead Like Me, eine Folge)
- 2006: Masters of Horror (Folge Incident on and Off a Mountain Road)
- 2006: Blade – Die Jagd geht weiter (Blade: The Series)
- 2007: The Dresden Files (Folge 1x08)
- 2007: Painkiller Jane (eine Folge)
- 2008, 2013: Supernatural (vier Folgen)
- 2009: Eureka – Die geheime Stadt (Eureka, eine Folge)
- 2012: Once Upon a Time – Es war einmal… (Once Upon a Time, eine Folge)
- 2013: Hell on Wheels (eine Folge)
- 2014–2015: Falling Skies (Fernsehserie, 8 Folgen)
- 2016: Akte X – Die unheimlichen Fälle des FBI (Folge 10x04)
- 2016: The 100 (eine Folge)
- 2017: Eine Reihe betrüblicher Ereignisse (A Series of Unfortunate Events, 5 Folgen)

## Synchronisation
John DeSantis wird meistens von Tilo Schmitz synchronisiert. Nur bei „Master & Commander“ lieh ihm Rainer Doering seine Stimme.